# Varronia marioniae
Varronia marioniae är en strävbladig växtart som först beskrevs av Feuillet, och fick sitt nu gällande namn av Feuillet. Varronia marioniae ingår i släktet Varronia och familjen strävbladiga växter. Inga underarter finns listade i Catalogue of Life.